# Freden i Oliwa
Freden i Oliwa blev indgået den 3. maj (23. april iht. den julianske kalender) 1660, og afsluttede Karl 10. Gustavs polske krig mellem Sverige på den ene side og på den anden side Den polsk-litauiske realunion, den tyske kejser samt Markgrevskabet Brandenburg.

## Fredsbetingelser
Ved fredsaftalen:
1. den polske konge, Johan II Kasimir, afstod alle krav på den svenske krone for sig og sine efterkommere og
2. afstod det nordlige Livland samt Estland og Ösel til Sverige;
3. den tyske kejser, Leopold I, tilbagegav de besatte områder i Svensk Forpommern og Mecklenburg til Sverige;
4. fredsaftalerne mellem Sverige og kurfyrsten af Brandenburg i Königsberg, Marienburg og Labiau blev ophævet, og
5. Sverige anerkendte indirekte kurfyrstens suverænitet som hertug over Østpreussen.

De svenske forhandlere ved fredsforhandlingerne var greverne Magnus Gabriel de la Gardie, Bengt Oxenstierna og Christopher Carl von Schlippenbach samt præsidenten i hovrätten for Forpommern og Rügen Anders Gyldenklou. Formidler af freden var den franske ambassadør A. de L'Hombres.

## Forløb
I efteråret 1659 havde de stridende parter Polen og Sverige indledt forhandlinger om fred, med møder først i Toruń og senere i nærheden af Dańzig. Sverige behøvede fred med Polen for at kunne udkæmpe sine øvrige konflikter, først og fremmest mod Danmark og Rusland, mens Polen var udmattet og krigshærget og samtidig i krig med både Sverige og Rusland. Efter flere måneder med de for datiden sædvanlige langvarige formaliteter indledtes de egentlige fredsforhandlinger 7. januar 1660.
Et polsk parti med ærkebiskoppen af Gnesen i spidsen ville fortsætte krigen for at tvinge de udmattede svenskere helt ud af Livland. De danske udsendinge i Polen forlangte, at Polen kun skulle slutte fred i fællig med Danmark; polakkerne ville dog ikke gøre sig afhængige af de dårlige danske krigsudsigter over for Sverige. Østrig, som ønskede ved en fortsat krigsførelse at drive svenskerne helt ud af Tyskland, lovede Polen hjælpetropper, men i Polen mistænkte man Østrigs hensigter, og det polske senat afslog tilbuddet. Også kurfyrsten Fredrik Vilhelm af Brandenburg tilbød Polen hjælp til at fortsætte krigen, idet han håbede at kunne besætte svensk Pommern.
Frankrig, som reelt blev styret af kardinal Jules Mazarin, ønskede en fortsat svensk tilstedeværelse i Tyskland for derved at opveje Østrig og Spanien, som betragtedes som arvefjender. Franskmændene frygtede, at en fortsat krig ville forøge Østrigs indflydelse i Tyskland og Polen. Det østrigske og brandenburgske indfald i svensk Forpommern betragtedes som et brud mod den Westfalske fred, hvilket Frankrig fremhævede. Frankrig truede med at bistå Sverige med 30.000 mand hvis ikke fred mellem Brandenburg og Sverige blev indgået inden udgangen af februar 1660. Da nyheden om Karl X Gustavs død kom, begyndte Polen, Østrig og Brandenburg at forøge deres fordringer, men et nyt fransk løfte om yderligere hjælp til Sverige ved en eventuel fortsættelse af krigen fik disse til endegyldigt at give efter. Fredsaftalen undertegnedes i klosteret i Oliwa den 3. maj 1660.